# Dasyscelus normalis
Dasyscelus normalis är en insektsart som beskrevs av Brunner von Wattenwyl 1895. Dasyscelus normalis ingår i släktet Dasyscelus och familjen vårtbitare. Inga underarter finns listade i Catalogue of Life.